# Elizabeth Sgalitzer Ettinghausen
Elizabeth Sgalitzer Ettinghausen, geborene Sgalitzer, (* 5. August 1918 in Wien; † 12. Juni 2016 in Princeton) war eine in den USA lebende und unterrichtende Kunsthistorikerin österreichischer Herkunft mit dem Spezialgebiet Islamische Kunst.

## Leben
Elisabeth Sgalitzer wurde als Tochter des Radiologen Max Sgalitzer und seiner Ehefrau Helene Sgalitzer (geb. Adler) im Jahre 1918 in Wien geboren. Bis 1938 studierte sie Kunstgeschichte und Geschichte an der Universität Wien. Ihr Interesse galt zunächst der Barockkunst und der Fotografie. Mit der Eingliederung Österreichs in das nationalsozialistische Deutsche Reich musste die jüdische Familie Sgalitzer im selben Jahr über Prag nach Istanbul emigrieren, wo ihr Vater Medizin an der Universität lehrte. Dort konnte Elizabeth Sgalitzer  ihr Studium der Kunstgeschichte fortsetzen und promovierte zum Thema Portrait und Mehransichtigkeit in der Plastik außerhalb des  Mittelmeerkreises im Jahre 1943. Im selben Jahr emigrierte sie gemeinsam mit ihren Geschwistern in die Vereinigten Staaten. Dort lebte sie in Washington und war Stipendiatin am byzantinischen Institut von Dumbarton Oaks. 1945 heiratete sie den Kunsthistoriker und Fachmann für islamische Kunst Richard Ettinghausen, damals Curator of Near Eastern Art an der Freer Gallery of Art in Washington, sie nahm dessen Namen an. 
In den 1950er Jahren erforschte sie den Einfluss islamischer Kunst auf zeitgenössisches Design. Die Recherchen mündeten in einer Ausstellung der United States Information Agency (USIA; deutsch Informationsagentur der Vereinigten Staaten), die in zahlreichen Ländern des Mittleren Ostens und Nordafrikas gezeigt wurde. Im Jahre 1967 siedelte sie mit ihrem Mann nach Princeton über, wo sie islamische und byzantinische Kunst lehrte. Dort kuratierte sie im Jahre 1970 die Ausstellung The Near Eastern City since 1800 am Princeton University Art Museum. Außerdem erhielt sie ein Forschungsstipendium des Deutschen Archäologischen Instituts und nahm an den Ausgrabungen der New York University in Aphrodisias, Türkei, teil.

## Rezeption
Elisabeth Ettinghausen nahm an zahlreichen akademischen Konferenzen zur islamischer Kunst zwischen Princeton, New York und Philadelphia teil. Sie war außerdem Mitglied des Visiting Committee der Abteilung Islamischer Kunst am Metropolitain Museum of Art, deren Direktor ihr Mann war, des Sammlungskomitees des Harvard University Art Museum, korrespondierendes Mitglied des Deutschen Archäologischen Instituts und ehrenamtliches Mitglied am Textile Museum (George Washington University).
Ende Mai 2009 folgte Elisabeth Ettinghausen einer Einladung des Kunsthistorischen Instituts der Universität Wien. Dort hielt sie einen Vortrag über Islamische Kunst und berichtete über ihre Erfahrungen an der Universität Wien sowie ihren weiteren Bildungs- und Lebensweg. Die Ausstellung Ausgegrenzt, Vertrieben, Ermordet (22. Januar – 14. Mai 2010) am Institut für Kunstgeschichte der Universität Wien erinnerte an sie sowie 20 weitere ehemalige Studierende der Universität Wien mit Schwerpunkt im Fach Kunstgeschichte.

## Publikationen
- Akdeniz havzası dışındaki kavimlerin plâstik eserlerinde portre ve birkaç cepheden görünüş (Porträt und Mehransichtigkeit in der Plastik außerhalb des Mittelmeerkreises), Istanbul: Cumhuriyet Matbaası, Istanbul 1943 (Dissertation).
- Byzantine Tiles in the Basilica in the Topkapu Sarayı and Saint John of Studios. In: Cahiers archéologiques, 7, 1954, S. 79‒88.
- Review of Alfons, Gabriel, Das Bild der Wüste (1958). In: Middle East Journal,14, 1960, S. 94‒95.
- Of Lotus Blossoms and Palmettes (an Architectural Component of Iznik Border Tiles). In: First International Congress on Turkish Tiles and Ceramics ‒ Communications Programme. Birinci Milletlerarası Türk Çini ve Seramik Kongresi ‒ bildirilerin Türkçe özeti, 6‒11. VII, Kütahya, Turkey, Istanbul, 1986, S. 85‒104.
- Paradisiac Symbolism in Ottoman Decoration, In: 9. Milletlerarası Türk Sanatları Kongresi, bildiriler, 23‒27 Eylül 1991, Atatürk Kültür Merkezi, İstanbul. 9th International Congress of Turkish Art, Summary of Contributions. Bd. 2, Ankara 1995, S. 103‒115.
- Woven in Stone and Brick: Decorative Programs in Seljuk Architecture and Their Symbolic Value. In: François Déroche (Hrsg.), Art turc. Turkish art. 10th International Congress of Turkish Art. 10e Congrès international d’art turc, Genf, 1999, S. 17‒23, September 1995. Actes-Proceedings, Genf, S. 315‒325.
- Hidden Messages and Meanings: The Case of The Infant Witness Testifies to Yūsuf’s Innocence. In: Ars Orientalis, 29, 1999, S. 141‒145.
- Recollections and Recognition: My Thoughts About Priscilla Soucek. In: Artibus Asiae, 66, 2006, S. 11‒12.
- The phenomenon of "foreign" in Oriental art. In: Annette Hagedorn (Hrsg.): The phenomenon of "foreign" in Oriental art. Reichert, Wiesbaden 2006, S. 11‒13.
- Analysing a Pictorial Narrative – the Aquamanile in the Hermitage Museum in St. Petersburg. In: Annette Hagedorn, Avinoam Shalem (Hrsg.): Facts and Artefacts: Art in the Islamic World. Festschrift for Jens Kröger on his 65th Birthday. Brill, Leiden 2007, S. 129‒159.
- Review of Joachim Gierlichs, Annette Hagedorn, Islamic Art in Germany, 2004. In: Studies in the Decorative Arts. The Bard Graduate Center for Studies in the Decorative Arts, Design, and Culture, 15, 2007/8, S. 206‒210.
- Foreword. In: Louise W. Mackie, Symbols of Power. Luxury Textiles from Islamic Lands, 7th to 21st Century, The Cleveland Museum of Art, New Haven: Yale University Press, 2015.